# Trigésimo (impuesto)
El trigésimo o trigésimo aduanero (en húngaro: harmincad; en latín: tricesima) fue un impuesto sobre el comercio exterior en el Reino de Hungría.

## Origen
Una carta que Andrés II de Hungría emitió para la abadía benedictina de Lébény en 1208 conservaba la referencia más antigua al trigésimo. Según la carta, el vino y los alimentos entregados para los monjes y sus invitados estaban exentos de todos los peajes y el trigésimo en Győr y en los puentes de los ríos Rába y Rábca. Los ingresos reales del trigésimo ascendieron a 1500 marcos cuando Andrés II se los concedió a su hija, Violante en 1235.
Según una teoría académica, el otorgamiento de aduanas y peajes a las instituciones eclesiásticas desde finales del siglo XII dio lugar a la recaudación del siglo XX, porque representaba la parte de las rentas que los reyes conservaban para sí o para sus reinas.